# Aeroporto Internazionale di Raleigh-Durham
L'Aeroporto Internazionale di Raleigh-Durham (IATA: RDU, ICAO: KRDU) è un aeroporto civile situato in Carolina del Nord nella township di Cedar Fork. Serve le città di Raleigh e Durham. L'aeroporto, situato a 133 m s.l.m., viene utilizzato sia per i voli domestici che per quelli internazionali. Dispone di due terminal passeggeri e di tre piste: 
una in calcestruzzo con orientamento 05L/23R lunga 3.048 metri, le altre due realizzate in asfalto: quella con orientamento 05R/23L lunga 2.286 metri e l'altra con orientamento 14/32 lunga 1.088 metri.